# Aran-Inseln
Die Aran-Inseln (irisch Oileáin Árann [ˌɪlɑːnʲ ˈɑːɾən̪], englisch Aran Islands) sind eine Inselgruppe vor der Westküste Irlands in der Galway Bay. Die drei zum County Galway gehörenden Inseln heißen Árainn ([ˈɑːɾən̠ʲ] oder Inis Mór [ˌɪnɪʃ ˈmoːɾ], anglisiert Inishmore), Inis Meáin ([ˌɪnʲɪʃ ˈmʲɑːnʲ], anglisiert Inishmaan) und Inis Oírr ([ˌɪnʲɪʃ ˈiːɾʲ] oder Inis Oirtheach [ˌɪnʲɪʃ ˈɪɾʲhəx], anglisiert Inisheer).
Die englische Schreibweise Aran Islands der Inselgruppe ist nicht zu verwechseln mit Aran Island im County Donegal oder der Isle of Arran in Schottland.

## Geografie
Die Gesamtgröße beträgt rund 51 km². Die größte Insel, Árainn (Inishmore), auf der sich die Orte Cill Rónáin ([ˌciːlʲ ˈɾoːnɑːnʲ], anglis. Kilronan) und Cill Mhuirbhigh ([ˌciːlʲ ˈwiɾʲəvʲə], anglis. Kilmurvy) befinden, ist 13 Kilometer lang und drei Kilometer breit. 2011 betrug die Einwohnerzahl 1251, nach 1225 fünf Jahre zuvor.
Die Aran-Inseln werden von kleinteiligen Gärten, umgeben von Steinmauern, geprägt. Diese Gärten wurden auf den früher kahlen Felseninseln in mühseliger Arbeit angelegt. Dazu wurden angeschwemmter Seetang und Sand auf dem Boden verteilt. Durch die Mauern wurde verhindert, dass der gewonnene Boden vom nächsten Regen oder Sturm fortgeschwemmt oder fortgeweht wurde.

### Geologie
Die kargen Kalksteininseln setzen geologisch die Formation des Burren auf der irischen Hauptinsel fort.

## Geschichte
Im 18. Jahrhundert lebten etwa 5000 Menschen auf den Inseln. Heute sind es 1251 Menschen, die ihren festen Wohnsitz auf den Inseln haben (Stand 2011); andere arbeiten auf dem Festland und verbringen zumeist die Sommermonate auf den Inseln.
Bis 1975 gab es keinen elektrischen Strom. Haupteinnahmequelle der Bewohner war lange Jahre der Fischfang. Dieser wurde allerdings Mitte der 1990er Jahre fast aufgegeben. Im Gegenzug dazu gab es großzügige Unterstützungszahlungen der Europäischen Union. Zahlreiche ehemalige Fischer wechselten in das Tourismusgeschäft, eröffneten Geschäfte, wurden Busfahrer oder betrieben Gaststätten. Viele Bewohner verließen die Inseln.
Heute gibt es ein sehr starkes Altersgefälle. Es gibt rund 80 Schüler auf der Insel. Viele von ihnen verlassen die Heimat nach dem 18. Geburtstag und kommen aufgrund fehlender Arbeitsplätze nicht mehr zurück. Das führte dazu, dass der Großteil der Bevölkerung über 50 Jahre alt ist und die Zahl der Einwohner stetig zurückgeht.

## Kultur
Auf Inishmaan und Inisheer ist Irisch, eine Form des Gälischen, die Hauptsprache der Bewohner.
Die Aran-Inseln sind für die Strickwaren der Einheimischen bekannt. Die Tracht der Frauen besteht aus einem roten Flanellrock und einem Häkeltuch, die der Männer aus einer ärmellosen Tweedjacke und einem bunten Wollgürtel. Traditionelles Fortbewegungsmittel zwischen den Inseln war lange Zeit der heute kaum noch genutzte Curragh, ein flaches Boot aus geteertem Segeltuch.
Die Kultur der Aran-Inseln, besonders die Verwendung des Gälischen, zieht bis heute viele Besucher an. Der Schriftsteller John Millington Synge lebte von 1899 bis 1902 auf den Aran-Inseln und schrieb über sie. Der Dokumentarfilmer Robert J. Flaherty drehte dort von 1932 bis 1934 den Film Die Männer von Aran.

## Wirtschaft
Heute sind Landwirtschaft, Herstellung und Handel mit Textilartikeln sowie der expandierende Tourismus die Haupteinnahmequellen der Bewohner. Die Fischerei, welche in den letzten Jahrzehnten die Haupteinnahmequelle der Bewohner war, spielt heute nur noch eine untergeordnete Rolle, da die Inseln ihre Fischereirechte Mitte der 1990er Jahre an die Europäische Union (EU) abtraten. Im Gegenzug erhielten die Inseln Subventionen von der EU.
Für Touristen werden auf Inishmore Busrundfahrten angeboten. Auch per Fahrrad kann die Insel erkundet werden. Querfeldein-Wanderungen sind wegen der vielen Steinmauern erschwert.
Die Inseln verdanken einen Teil ihrer Bekanntheit dem Film Man of Aran, den Robert J. Flaherty 1934 drehte. Er gilt als einer der ersten ethnographischen Dokumentarfilme. Es gibt zahlreiche Darstellungen der Aran-Inseln in der irischen und anglo-irischen Literatur, besonders aus der Zeit der irischen Renaissance, wie John Millington Synges The Aran Islands oder sein Theaterstück Riders to the Sea. In Nik Kershaws Popsong The Riddle finden die Aran-Inseln ebenfalls Erwähnung.

### Aran Sweater

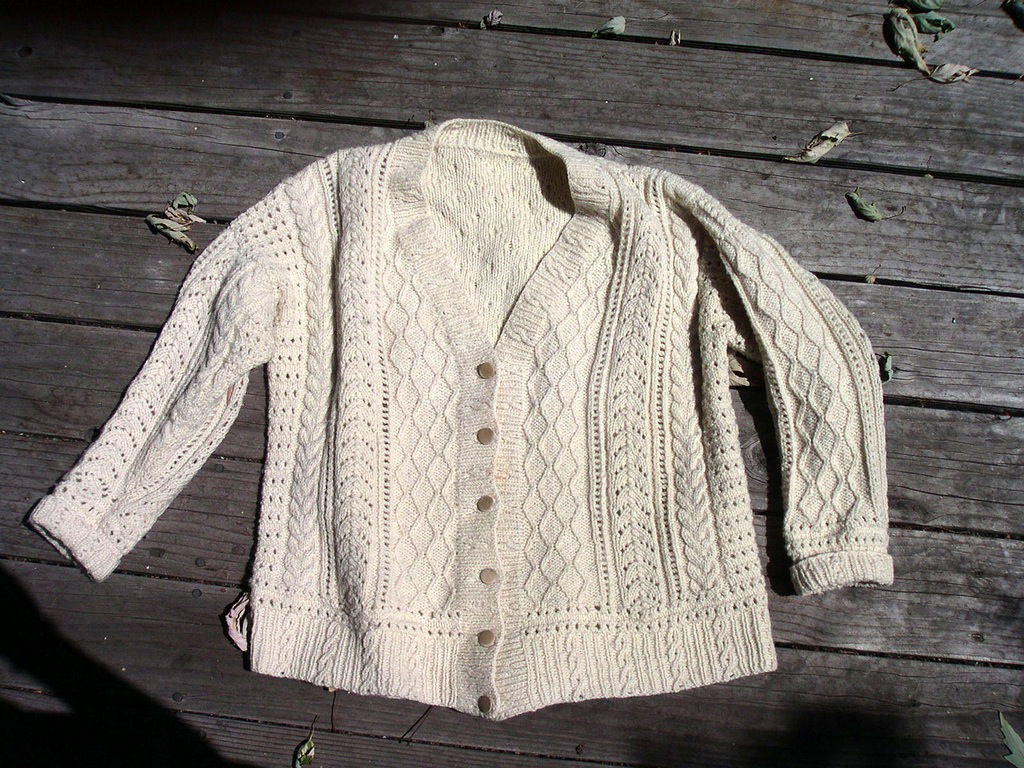
Aran Sweater

Die Inseln verliehen dem Aran Sweater ihren Namen. Diese traditionellen Pullover wurden anfänglich ausschließlich auf den Aran-Inseln per Hand gefertigt. Im 20. Jahrhundert stieg ihre Bekanntheit, und sie wurden nicht nur auf das irische Festland, sondern weltweit exportiert. Daher wurden die meisten Sweater fortan maschinell hergestellt.
Heute wird noch ein geringer Anteil per Hand auf den Aran-Inseln gestrickt. Sie werden gern von Touristen gekauft und bieten eine gute Einnahmequelle für die Bewohner der Aran-Inseln.

## Infrastruktur

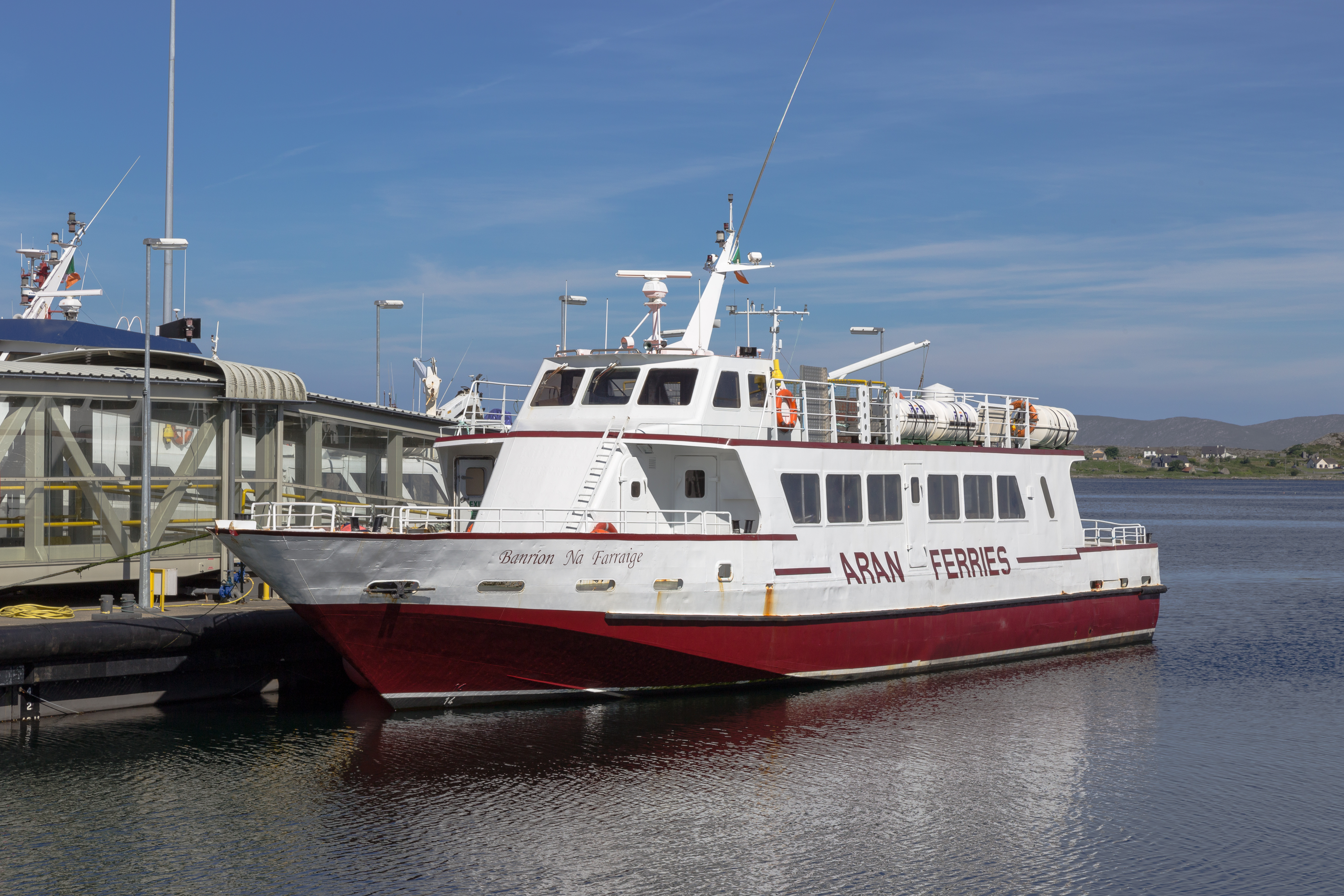
Aran Ferry in Rossaveal

Die Hauptinsel besteht aus einem Hauptort sowie 13 weiteren Siedlungen. Sie verfügt über einen Supermarkt, ein Postamt, eine Bank, drei Kirchen, drei Grundschulen sowie eine Secondary School. Zudem sind zahlreiche Unterkunftsmöglichkeiten vorhanden und es gibt zahlreiche Pubs und Restaurants. Ein Straßennetz erschließt die Insel. Es gibt auf Inishmore nur dieselbetriebene Fahrzeuge.
Die Aran Islands sind mit der Fähre von der Stadt Galway in Connemara und Doolin im County Clare aus erreichbar.
Alle drei Inseln besitzen je eine asphaltierte Start- und Landebahn. Es gibt Flüge der Aer Arann Islands vom Flughafen Connemara zu allen drei Inseln.

## Sehenswürdigkeiten
Die wichtigsten Sehenswürdigkeiten der Inseln sind die zahlreichen prähistorischen Zeugnisse sowie die Spuren der von der Christianisierung durch den Heiligen Enda im 5. Jahrhundert herrührenden Klostertradition.
Sehenswert sind:
- Inishmore
  - Clochán na Carraige – die einzige erhaltene Bienenkorbhütte der Inseln
  - Dun Aengus, oder Dún Aonghasa, Steinfort aus der Bronze- oder Eisenzeit
  - Dún Dúchathair (Dun Doocaher, deutsch: „Das schwarze Fort“) – Promontory Fort
  - Dún Eochla – Ringfort nahe dem höchsten Punkt der Insel Inishmore
  - Dún Eoghanachta – Ringfort auf Inishmore
  - Poll na bPéist – perfekt rechteckiges, natürliches Wasserbassin
  - der kleine Ort Cill Rónáin auf Inishmore mit dem Aran Heritage Centre
  - Na Seacht dTeampaill (deutsch: „Die sieben Kirchen“) – ehemaliges Kloster
  - Teampall Chiaráin – Kirchenruine aus dem 12. Jahrhundert
- Inishmaan
  - Dún Chonchúir auf Inishmaan Steinfort aus der Eisenzeit
  - Dún Fearbhaí Ringfort
  - Wedge Tomb von Carrownlisheen
- Inisheer
  - Dún Formna, Reste eines Ringforts mit O'Brien’s Castle
  - Creggankeel Fort Ringfort